# Francisco Antonino Vidal
Francisco Antonino Vidal (14 de maio de 1825 - 7 de fevereiro de 1889) foi um médico e político uruguaio e Presidente do Uruguai em duas ocasiões a primeira após a deposição de Latorre, ocupando o cargo ente 1880 e 1882, em 1 de março de 1882 renunciou ao cargo por problemas de saúde, voltando a ocupar o cargo entre março e maio de 1886 quando foi deposto pelo seu antecessor que ocupou o cargo até novembro daquele ano, quando Máximo Santos renunciou ao cargo, assumindo o general Máximo Tajes, terminou sua carreira como deputado por Paysandú, faleceu em 14 de maio de 1889 aos 63 anos de idade em Montevidéu. Era membro do Partido Colorado.